# Capocollo (taglio di carne)

numero 4: capocollo o coppa.

Il capocollo è una parte del maiale compresa tra la testa e il lombo (lonza nel caso del suino). Viene chiamata anche scamerita (in Toscana), o coppa (nell'Italia settentrionale), o locena (in alcune zone dell'Italia meridionale). 

## Usi
Il suo principale uso è per produrre l'omonimo insaccato.
Il taglio comunque è adatto a preparazioni arrosto e, tagliato a fettine, a cotture in padella.

## Gusto
La presenza di molto adipe rende questo taglio di carne molto tenero ma richiede cotture lunghe. A differenza dell'arista e delle bistecche, il sapore è più vicino a quello di carni rosse.